# Anna Gray
Anna Gray (Tortona, 15 novembre 1996) è una pallavolista italiana, centrale del Chieri '76.

## Carriera

### Club
La carriera di Anna Gray inizia nella stagione 2014-15 nel Montecchio Maggiore, in Serie B2; nella stagione successiva passa al Libertas Martignacco, in Serie B1. Per il campionato 2017-18 si accasa all'Adolfo Consolini, in Serie A2, dove resta per tre stagioni, con cui si aggiudica la Coppa Italia di categoria 2017-18.
Nella stagione 2020-21 viene ingaggiata dal Pinerolo, sempre in serie cadetta, con cui al termine del campionato 2021-22 ottiene la promozione in Serie A1, dove esordisce nell'annata successiva con lo stesso club. Nella stagione 2023-24 firma per il Chieri '76, sempre in Serie A1, con il quale conquista la Coppa CEV.

### Nazionale
Nel 2025 ottiene le prime convocazioni nella nazionale italiana, conquistando, nello stesso anno, la medaglia d'oro alla Volleyball Nations League.

## Palmarès

### Club
- Coppa Italia di Serie A2: 1

2017-18
- Coppa CEV: 1

2023-24